# Sympagus bimaculatus
Sympagus bimaculatus är en skalbaggsart som först beskrevs av Gilmour 1959.  Sympagus bimaculatus ingår i släktet Sympagus och familjen långhorningar. Inga underarter finns listade i Catalogue of Life.